# St. Katharina (Voltlage)

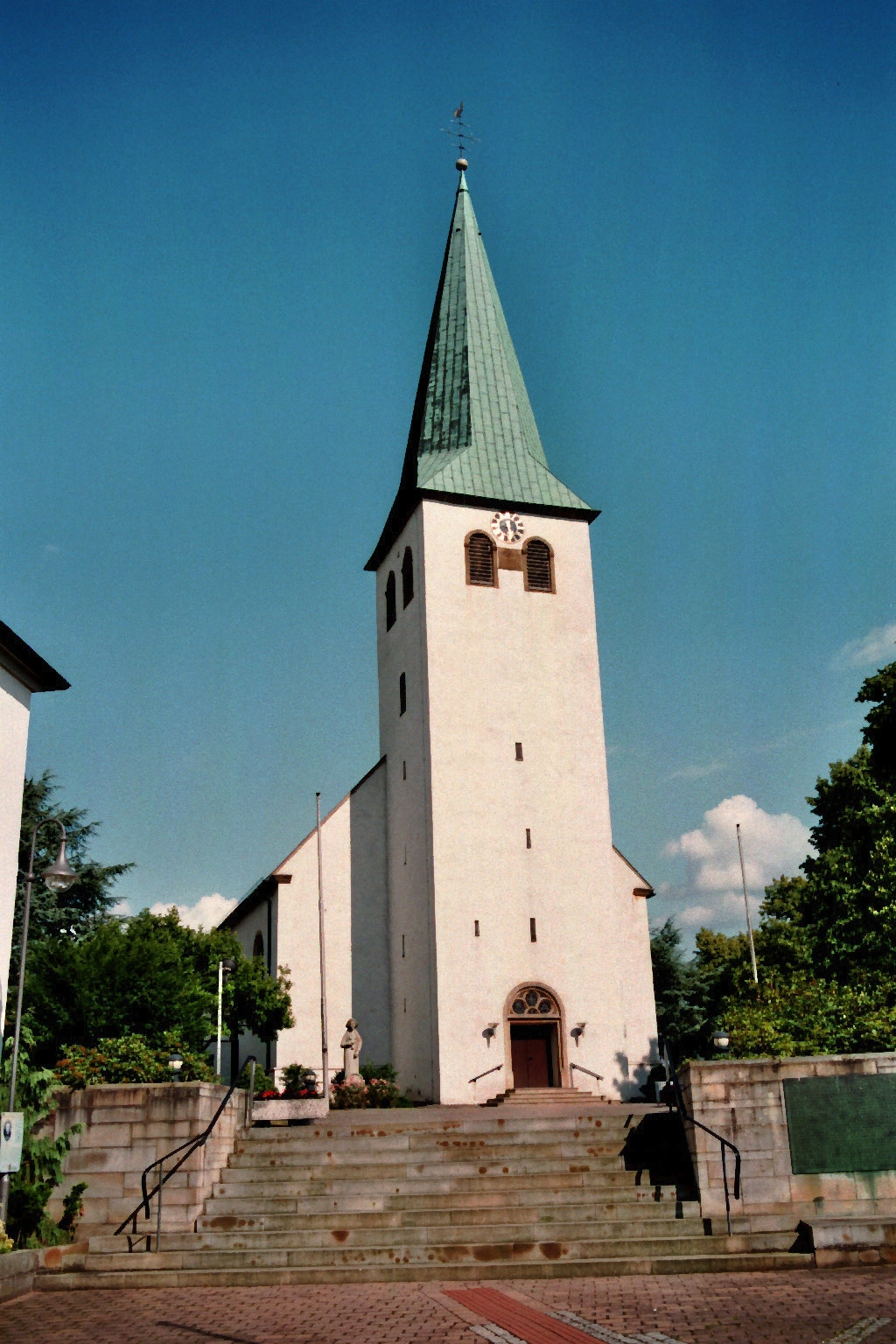
Die Voltlager Pfarrkirche St. Katharina, 2008

St. Katharina ist eine römisch-katholische Pfarrkirche in Voltlage in Niedersachsen. Die ungegliederte Saalkirche mit romanischem Westturm wurde im barocken Stil erbaut.

## Geschichte
Nachdem die zuerst wenigen Einwohner Voltlages die Merzener Kirche besuchen mussten, wurde von dieser aus in Voltlage eine Kirche gegründet. Diese gehörte zunächst auch zum Merzener Archidiakonat. Der zu großen Teilen erhalten gebliebene Kirchturm lässt auf eine Kirche im romanischen Stil aus dem 12. Jahrhundert deuten. Möglicherweise ist die Gründung der Voltlager Kirche auf die Rheiner Bürger von Danckelmann und Luber von Beesten zurückzuführen, die das Patronat über die Kirche besaßen. Diese Kirche wurde 1271 erstmals urkundlich erwähnt.
Im Jahre 1688 schien die Kirche die wachsende Zahl der Gläubigen nicht mehr aufnehmen zu können. Auch war sie über die vielen Jahrhunderte und aufgrund schwerer Kriegsereignisse stark in Mitleidenschaft genommen worden. Über mehrere Jahrzehnte wurde Geld für einen Neubau der Kirche gesammelt, sodass im Jahre 1752 der Grundstein gelegt werden konnte. Äußerlich ist der Kirchbau sehr schlicht gehalten, das Gewölbe ist ein einfaches Tonnengewölbe. Der Hochaltar und die Seitenaltäre der neuen Kirche wurden von dem aus Münster stammenden Bildhauer Johann Heinrich König (1705–1784) gefertigt. Nach gut drei Jahren erfolgte die Einweihung.
Ein Teil des Turmes stammt noch von der alten Kirche. Die Turmspitze lässt sich auf das Jahr 1854 datieren.
Bis 1951 befand sich um die Kirche herum der Friedhof. Im Jahre 1960 wurde eine Sakristei angebaut, um eine Heizung einbauen zu können.
Eine Renovierung erfolgte im Jahre 2002. Sowohl äußerlich als auch von innen wurde die Kirche saniert. Außerdem wurde eine Beichtkapelle angebaut. Auch das Heizungssystem wurde erneuert und der Zelebrationsaltar durch einen neuen Sandstein-Altar ersetzt. Der alte Altar war nach dem zweiten Vatikanischen Konzil aus der Kommunionbank angefertigt worden und war ursprünglich als Provisorium gedacht.

## Ausstattung

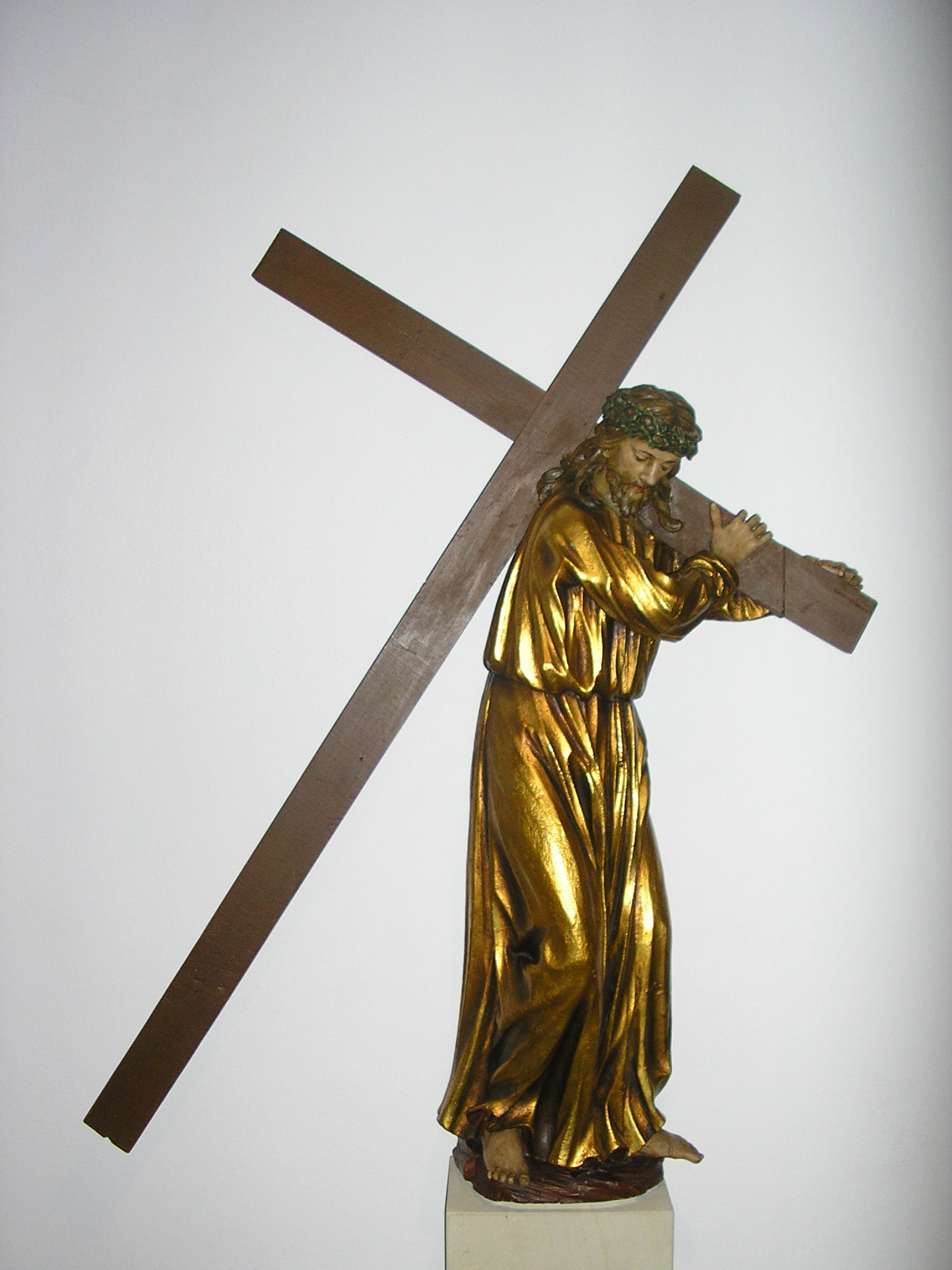
Kreuztragender Jesus im Turm der Kirche

Die Kirche ist mit einem prachtvollen Barockaltar ausgestattet, dessen Hauptteil im Jahre 1692 entstand. In der Mitte des Hochaltars befindet sich ein Bild der Abendmahlsszene. Links und rechts davon die Apostel Petrus mit Schlüssel und Paulus mit Schwert, eingerahmt durch je drei Säulen. Der Altar wird gekrönt von einem Baldachin – einer Nachbildung der Kuppel der Peterskirche von Rom – auf dem sich eine Figur der Gottesmutter Maria befindet. Unter dem Baldachin ist die Heilige Katharina von Alexandrien, die Patronin der Kirche mit einem Wagenrad abgebildet. Zur Rechten und Linken des Bildes befinden sich Figuren von Johannes von Nepomuk und Aloisius von Gonzaga.
Zur Linken und Rechten des Hochaltars befinden sich über den Eingängen zur Sakristei Figuren von Josef mit dem Jesuskind auf dem Arm und Johannes dem Täufer mit Lamm und Fahne.
Über dem Tabernakel befindet sich ein Kruzifix, dessen Korpus sein Haupt nach links neigt. Die übliche und gebräuchliche Darstellung der Kreuzigung Jesu zeigt einen Korpus, der sein Haupt nach rechts neigt. Diese Besonderheit wird mit einer Legende begründet, die besagt, das Kreuz sei von einem bereuenden Straftäter gestiftet worden, der damit verdeutlichen wollte, dass Gott auch den Sündern verzeiht.
Auf den Beichtstühlen, welche links und rechts im Chor aufgestellt sind, befinden sich der Apostel Petrus mit einem Hahn, welches die Verleugnung des Petrus darstellen soll und Maria Magdalena mit einem Totenkopf. Die Figuren stammen aus dem Jahre 1703. Die Beichtstühle werden seit dem Anbau einer Beichtkapelle nicht mehr benutzt.
Die Kanzel mit Figuren der vier Evangelisten, welche sich zur rechten Seite des Kirchenschiffes befindet, stammt aus dem Jahre 1701.
Der linke Seitenaltar ist der Marienaltar. Maria wird mit dem Jesuskind und einer Krone dargestellt. Daneben der hl. Franziskus und der hl. Bernhard. Auf der rechten Seite befindet sich der Herz-Jesu-Altar.
In der Mitte der Kirche befindet sich das Taufbecken, darüber ein Kronleuchter. Der Kronleuchter sowie die Strahlenmonstranz stammen aus dem Jahre 1711. Das Taufbecken (aus dem Jahre 1728) befand sich vor der Renovierung im Turm der Kirche. Im hinteren Teil der Kirche hängt ein Ölgemälde, welches vermutlich das Altarbild der alten Kirche war. Die 14 Kreuzwegstationen sind im gleichen Stil gefertigt. Außerdem befindet sich hier eine Nachbildung der Pietà aus Telgte.
Im Turm der Kirche befindet sich eine Figur des Kreuztragenden Jesus.
Die barocke Innenausstattung der Kirche ist fast komplett aus Eichenholz geschnitzt und stammt zum großen Teil noch aus der alten Kirche.

## Orgel
In der St.-Katharina-Kirche befindet sich eine der wenigen noch erhaltenen Klausing-Orgeln. Besonders wertvoll ist sie vor allem wegen ihrer Holzpfeifen. Die Orgel wurde im Jahre 1696 durch Hinrich Klausing aus Herford gebaut, 1896 von der Firma Haupt aus Ostercappeln erweitert, im Jahre 1966 durch die Firma Stockmann aus Werl und 2024 von der Orgelbaufirma Hillebrand renoviert.